# Tinianrall
Tinianrall (Gallirallus pendiculentus) är en förhistorisk utdöd fågel i familjen rallar inom ordningen tran- och rallfåglar. 

## Förekomst
Fågeln beskrevs 2006 utifrån subfossila lämningar funna under arkeologiska utgrävningar på ön Tinian i Nordmarianerna. Benen har med hjälp av kol-14-metoden konstaterats vara knappt 1900 år gamla.

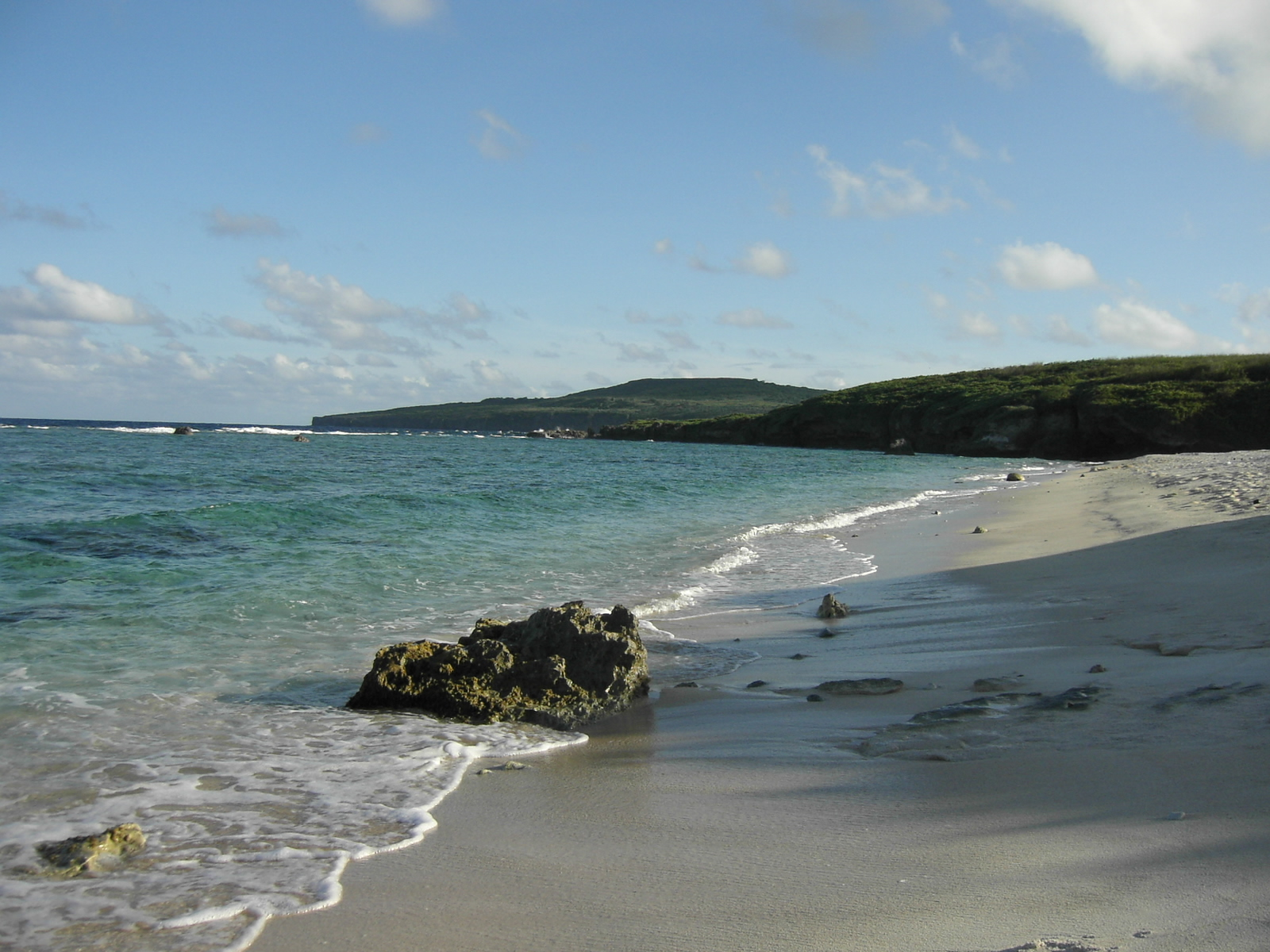
Strand på ön Tinian.

## Kännetecken
Fågeln var mindre än rostbandad rall (G. philippensis) med proportionellt kortare vingar. Det är därför troligt att den var flygoförmögen.